# Benn Wolfe Levy
Benn Wolfe Levy (Londra, 7 marzo 1900 – Oxford, 7 dicembre 1973) è stato un commediografo, sceneggiatore e politico britannico.
Fu membro del Parlamento del Regno Unito per il Partito Laburista nella Camera dei comuni. Frequentò la Repton School, l'Università di Oxford e combatté in entrambe le guerre mondiali.

## Biografia
Prima di entrare in politica, Levy fu un commediografo e sceneggiatore di successo. Sceneggiò i dialoghi di Ricatto diretto da Alfred Hitchcock, il primo film sonoro britannico. 
In seguito scrisse in collaborazione con R. C. Sherriff la sceneggiatura per il film horror Il castello maledetto diretto da James Whale, basato sul romanzo Benighted di J. B. Priestley.
Levy diresse un solo film: Le signore di lord Camber nel 1932, film che fu anche l'unico prodotto da Hitchcock di cui non fosse egli stesso il regista.
Levy fu eletto la prima volta nelle elezioni generali nel Regno Unito del 1945, nel collegio elettorale di Eton e Slough, e rimase in carica fino alle elezioni generali del 1950. Politicamente si collocava nella sinistra del Partito Laburista e divenne un membro attivo della campagna contro gli armamenti nucleari.
Da simpatizzante del movimento sionista si oppose anche alle politiche del Segretario degli Esteri Ernest Bevin riguardanti Palestina e Israele.
Da parlamentare Levy cercò senza successo di abolire la censura teatrale in Gran Bretagna e, in età avanzata, fu l'autore principale di un rapporto che si opponeva alla campagna a favore della censura di Frank Pakenham. 
Levy fu sposato per oltre quarant'anni all'attrice statunitense Constance Cummings che gli diede un figlio e una figlia.
Gli scritti di Levy sono conservati nella biblioteca dell'Università del Sussex.

## Opere

### Drammi[5][6]
- This Woman Business - 1925
- Mud and Treacle - 1928
- A Man with Red Hair - 1928
- Mrs Moonlight - 1928
- Art and Mrs Bottle - 1929
- Topaz - 1930
- Ever Green - 1930
- Springtime for Henry - 1931
- Hollywood Holiday - con John Van Druten, 1931
- The Devil Passes - 1932
- Young Madame Conti - con Hubert Griffiths, 1936
- Madame Bovary - 1937
- If I Were You - 1938
- The Jealous God - 1939
- Clutterbuck - 1946
- Rape of the Belt - 1957

### Filmografia parziale
Regista
- Le signore di lord Camber (Lord Camber's Ladies) (1932)

Sceneggiatore
- The Hate Ship, regia di Norman Walker (1929)
- The Informer, regia di Arthur Robinson (1929)
- Il diavolo nell'abisso (Devil and the Deep), regia di Marion Gering (1932)
- Il castello maledetto (The Old Dark House), regia di James Whale (1932)
- Topaze, regia di Harry d'Abbadie d'Arrast (1933)
- Unfinished Symphony, regia di Anthony Asquith (1934)